# Castillo de Ayódar

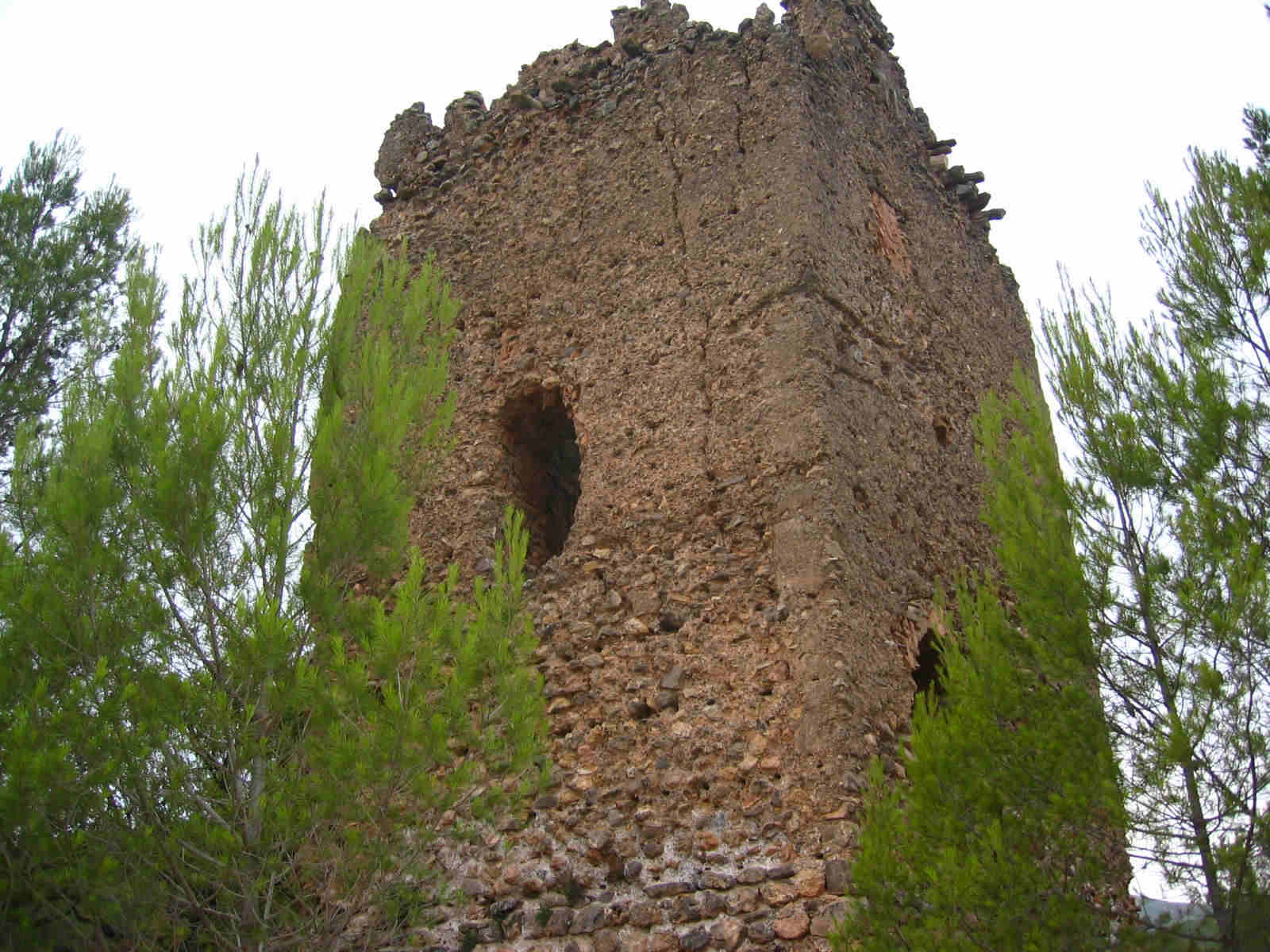
Castillo de Ayódar

El castillo de Ayódar, emplazado en el término de Ayódar (provincia de Castellón, España), está situado en la margen izquierda de la Rambla de Villamalur y sobre un cerro de 542 metros de altitud. Se trata de un castillo medieval de origen árabe y de tipo montano de planta irregular, dispersa como una potente torre mayor excéntrica, que sirve de defensa a su flanco más vulnerable. 
El castillo perteneció a los dominios de Ceit Abu Ceit y posteriormente se la cedería a su hijo y después pasaría a la iglesia y a la Corona, para finalmente pertenecer a distintas familias nobles. En 1611, tras la expulsión de los moriscos, se le concedió carta puebla, quedando como cabeza de la baronía de Ayódar. En 1837, durante la Primera Guerra Carlista, las fuerzas conservadoras ocuparon la población.

## Descripción
El castillo, de planta irregular dispersa, contaba con varios recintos que fueron evolucionando en su transformación cristiana como un castillo de tipo señorial.
Entre sus ruinas destaca por su conservación la torre del homenaje, de base cuadrada, con tres o cuatro plantas y escalera en ángulo, construida en mampostería, sobre base de piedras de gran tamaño en hileras regulares. Contaba con ventanas en todas sus plantas.